# شوکتی (داغستان)
شوکتی (به لاتین: Shukty) یک منطقهٔ مسکونی در روسیه است که در شهرستان آگولسکی واقع شده‌است.